# Macchina motrice
In generale, per macchina motrice si intende una macchina che può produrre energia meccanica.
Questo tipo di macchine forniscono energia meccanica partendo da un altro tipo di energia che viene fornita loro; si parla in particolare di:                                                                                                                                
- motori idraulici: se si utilizza l’energia cinetica dell’acqua (ad esempio: turbine idrauliche)
- motori termici: se si utilizza l’energia termica (ad esempio: motore a scoppio, motore a vapore)
- motori elettrici: se sono alimentati con l’elettricità
- motori eolici: se utilizzano il vento (turbina eolica).

## Nell'ambito dei trasporti
Nell'ambito dei trasporti, il termine "macchina motrice" (talvolta indicata con la sua forma ellittica motrice) è utilizzato in senso più ristretto, a indicare una macchina che fornisce la propulsione ad un veicolo. Nel caso del trasporto ferroviario e tranviario, la motrice è chiamata locomotiva.

## Macchine a fluido
Nel contesto delle macchine a fluido si intende per macchina motrice una macchina che fornisce energia meccanica in uscita all'albero della macchina a spese dell'energia del fluido elaborato. Ad esempio, secondo questa definizione, le turbine idrauliche sono macchine motrici. Si contrappongono alle macchine operatrici.